# Касл-Рок (містечко)
Касл-Рок (англ. Castle Rock), штат Мен — вигадане містечко, частина вигаданої топографії штату Мен, місце дії більшості творів американського письменника Стівена Кінга.
Касл-Рок вперше з'явився в романі «Мертва зона», виданому в 1979 році. Останніми творами про Касл-Рок є повість «Піднесення», роман «Доктор Сон» і новела «Відродження». Назва «Касл-Рок» Кінг взяв з твору Вільяма Голдінга «Володар мух», де так називався гірський форт.

## Місто і його жителі у творах Стівена Кінга
Місто засноване в 1877 році.
У романі «Мертва зона» в місті Касл-Рок в місті з'явився маніяк, який вбиває шістьох жінок, вбивцею виявляється поліцейський Френк Додд (його викрив екстрасенс Джон Сміт, і Френк після цього наклав на себе руки). 
У романі «Куджо» в Касл-Року сенбернар на прізвисько Куджо захворів на сказ і убив чотирьох осіб (в романі згадується Френк Додд і як його викрив Джон Сміт).
У романі «Темна половина» відомий письменник Тед Бомонт ховає свій псевдонім Джорджа Старка, а той встає з могили і починає йому мстити (в романі згадується скажений пес Куджо). 
У романі «Необхідні речі» в місті відкривається магазин «Потрібні речі» і виявляється, що продавець — демон, який прагне знищити якомога більше жителів Касл-Рока, через що в місті відбувається багато конфліктів і навіть вбивств. Головним героєм є Алан Пангборн, він був одним з персонажів роману «Темна половина».
У романі «Джералдова гра» сімейна пара приїжджає в свій заміський будиночок на березі озера в передмісті Касл-Рока, у чоловіка стається серцевий напад, а його дружина Джессі, гола і прикута наручниками до ліжка, залишається одна, але вона не самотня: з нею присутні її страхи.
У повісті «Ріта Гейворт і втеча з Шоушенка» в Касл-Року хлопець на прізвисько Ред вбиває свою дружину, і його садять у в'язницю штату.
У повісті «Тіло» четверо друзів йдуть з Касл-Рока в подорож за трупом.
У повісті «Сонячний пес» хлопчикові Кевіну Девелену подарували фотоапарат, і коли він фотографує, на знімку з'являється собака, з кожним знімком вона все ближче.
В оповіданні «Вантажівка дядька Отто» літній старий Отто гине при загадкових обставинах: в його горлі було автомобільне масло і свічка запалювання, племінник Отто згадує його слова, що належить Отто вантажівка, його ж і вб'є …
В оповіданні «Елітна гармонія» в місто приїжджає сімейна пара, приїжджають вони щоб купити племінниці подарунок, але в супермаркеті вмирає дружина головного героя, а ті постійно сварилися. 
У романі «Мішок з кістками», в найближчій місто Ті-Ер-90 переїжджає письменник Майк Нунен, його переслідують бачення привидів, які намагаються направити його на розслідування.
У романі «Під куполом» дія твору проходить у місті Честер Мілл, яке накрив купол але воно знаходиться поруч з містом Касл-Рок.
У новелі «Пульт Ґвенді» сюжет іде в місті Касл-Рок, Проте, як 12-річній Ґвенді, незнайомець дає таємничий пульт.
У новелі «Піднесення» дія якої проходить в Касл-Року, чоловік Скотт Кері починає худнути притому не змінюючись зовні та доходячи до висновку, що жити лишилось йому не довго.
Місто згадується у творах «Протистояння», «Бабуня», «11/22/63», «Дівчина, яка любила Тома Гордона», «Верхи на кулі», «Доктор Сон», «Нона», «Кладовище домашніх тварин», «Нічна зміна».